# Volkswagen T6
Volkswagen T6 — шосте покоління Volkswagen Transporter.

## Опис

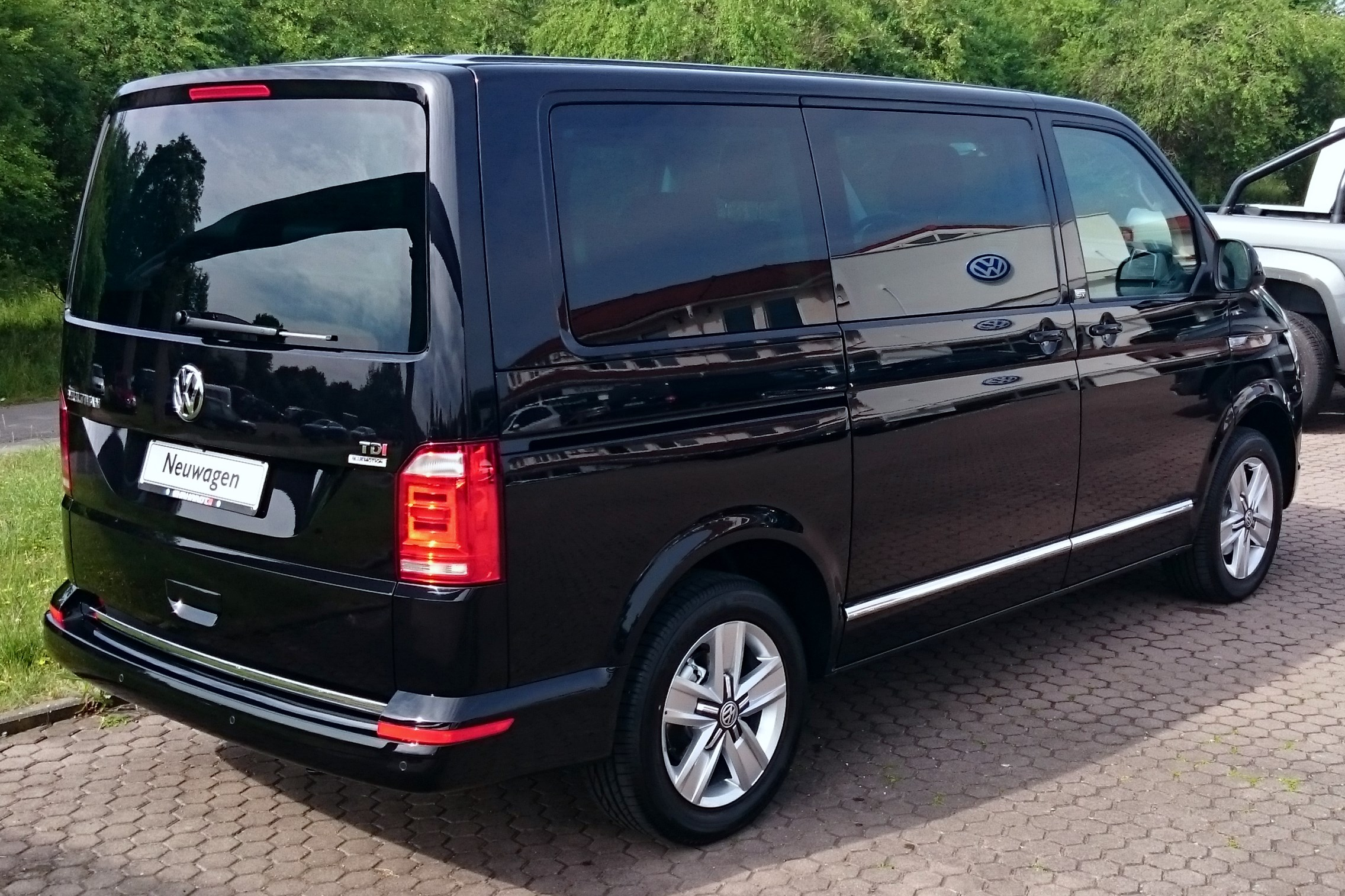
VW Multivan T6

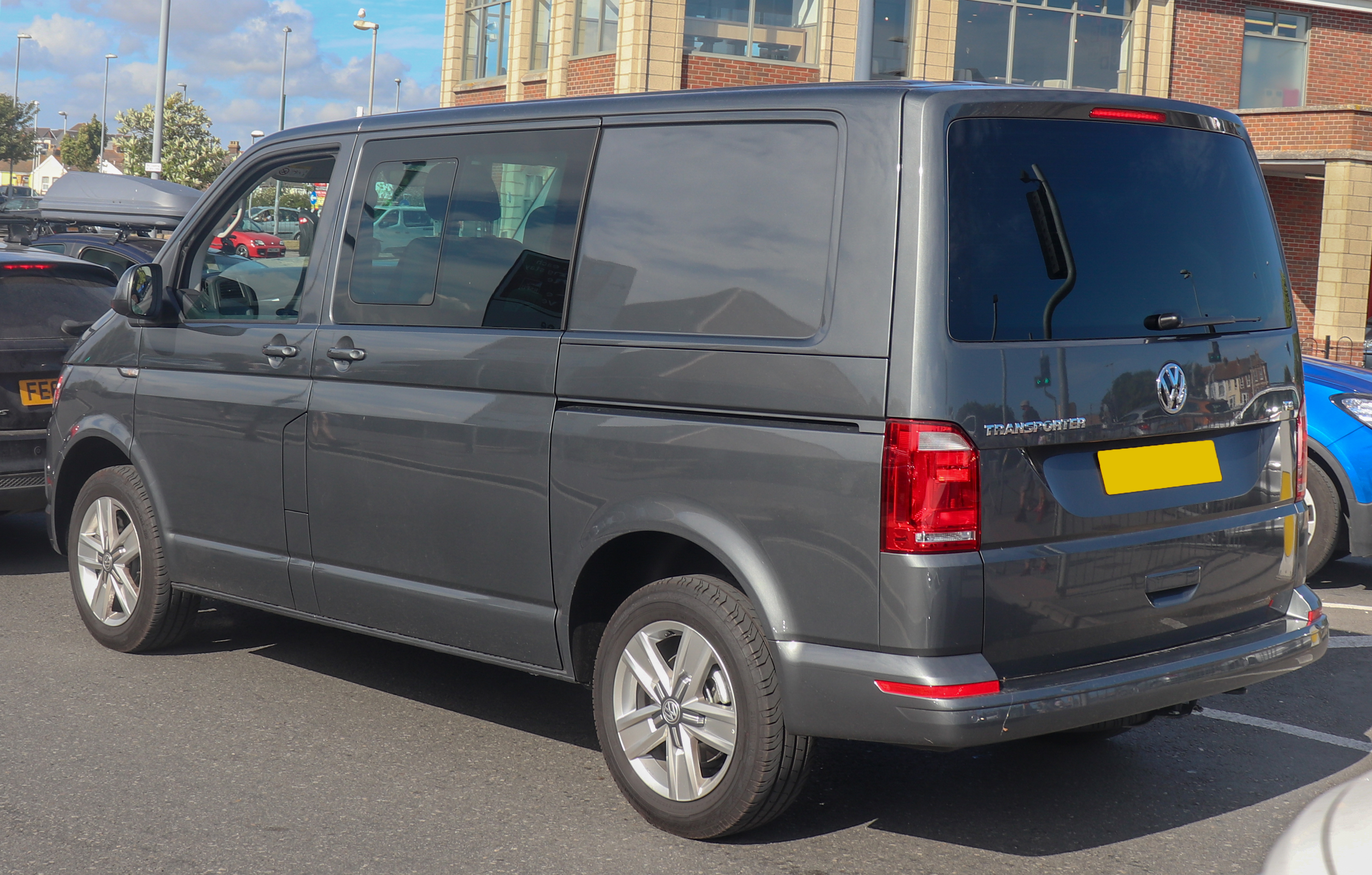
VW Transporter T6

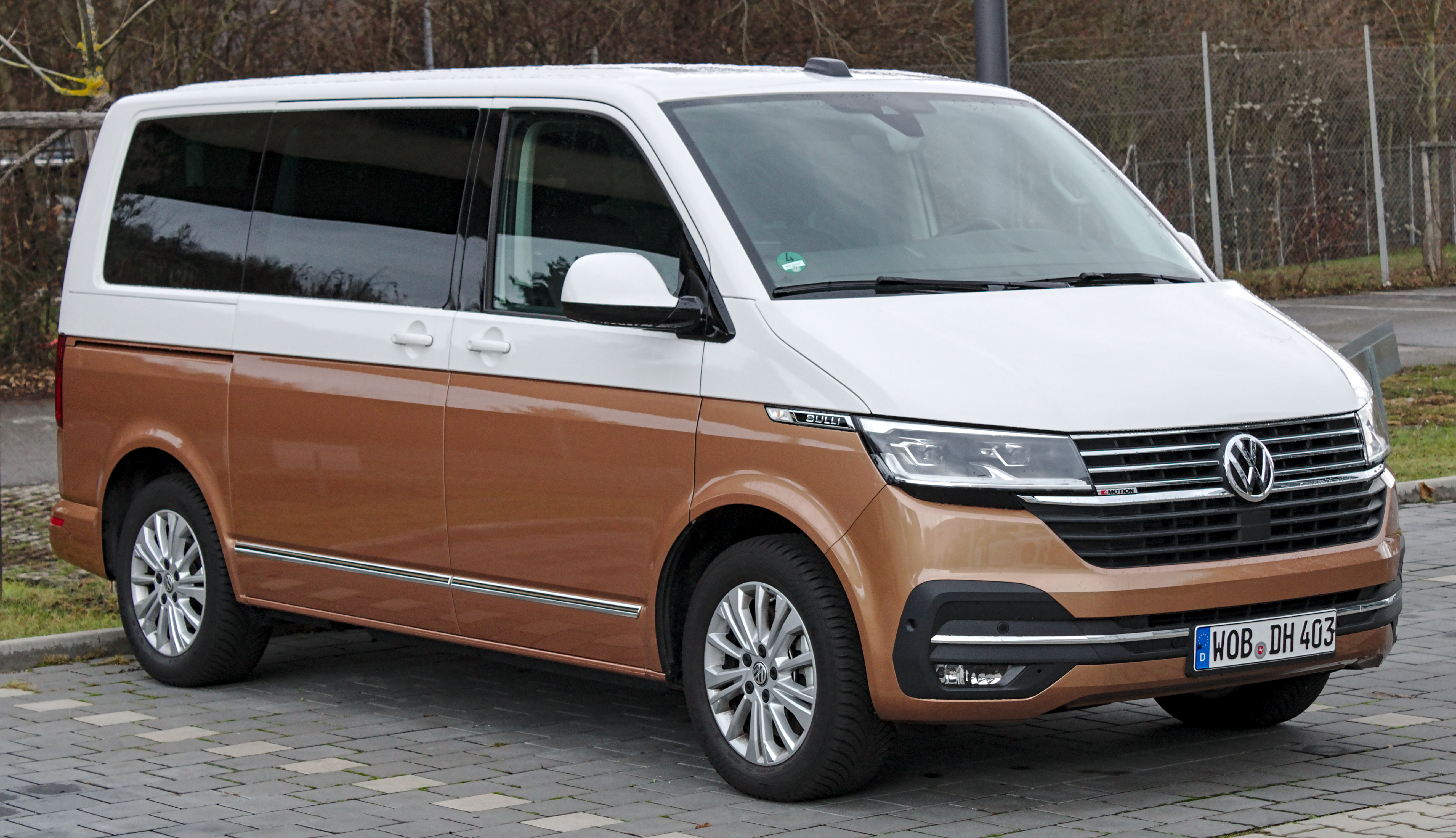
VW Multivan T6.1 (з 2019)

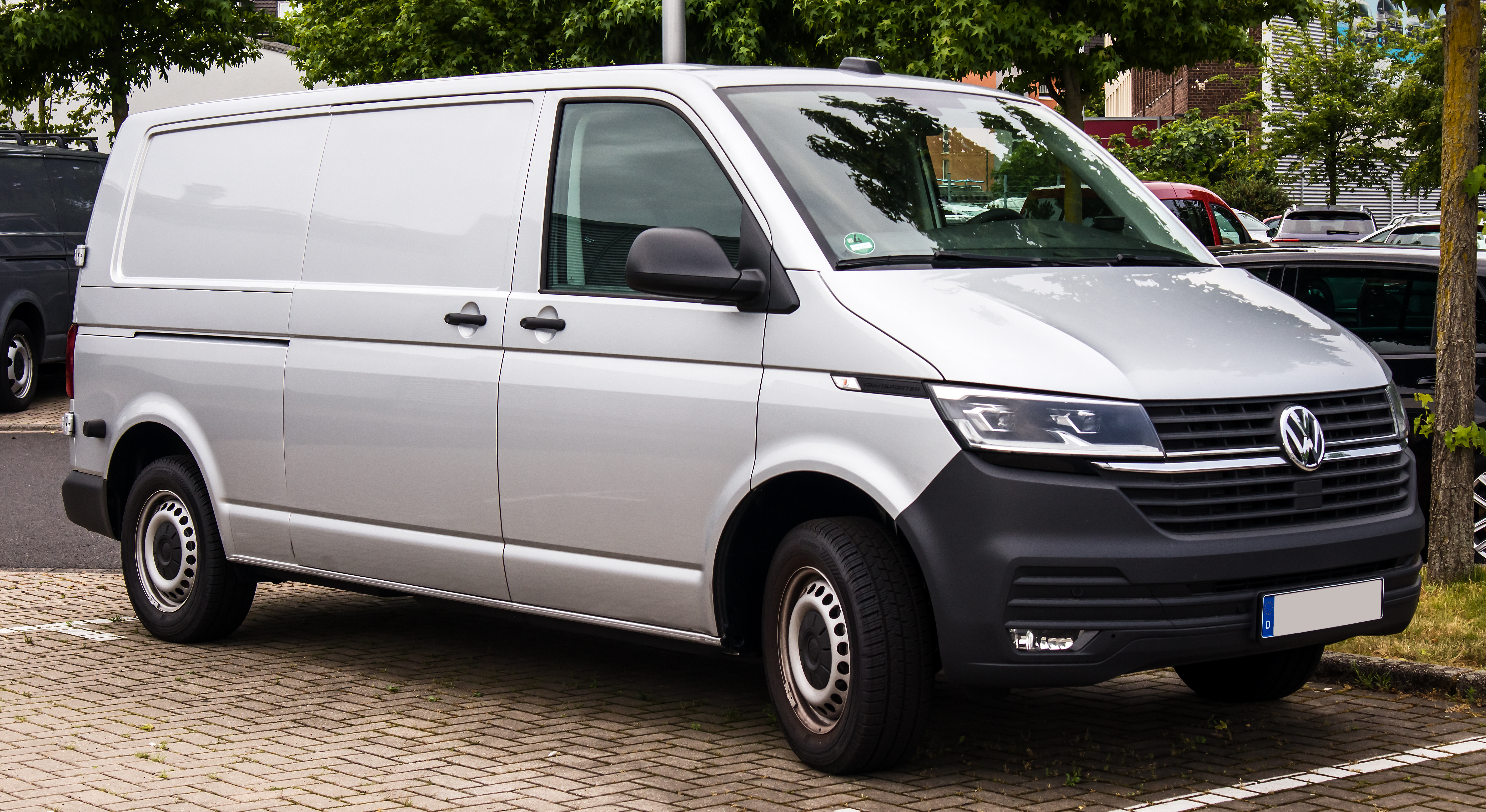
VW Transporter T6.1 (з 2019)

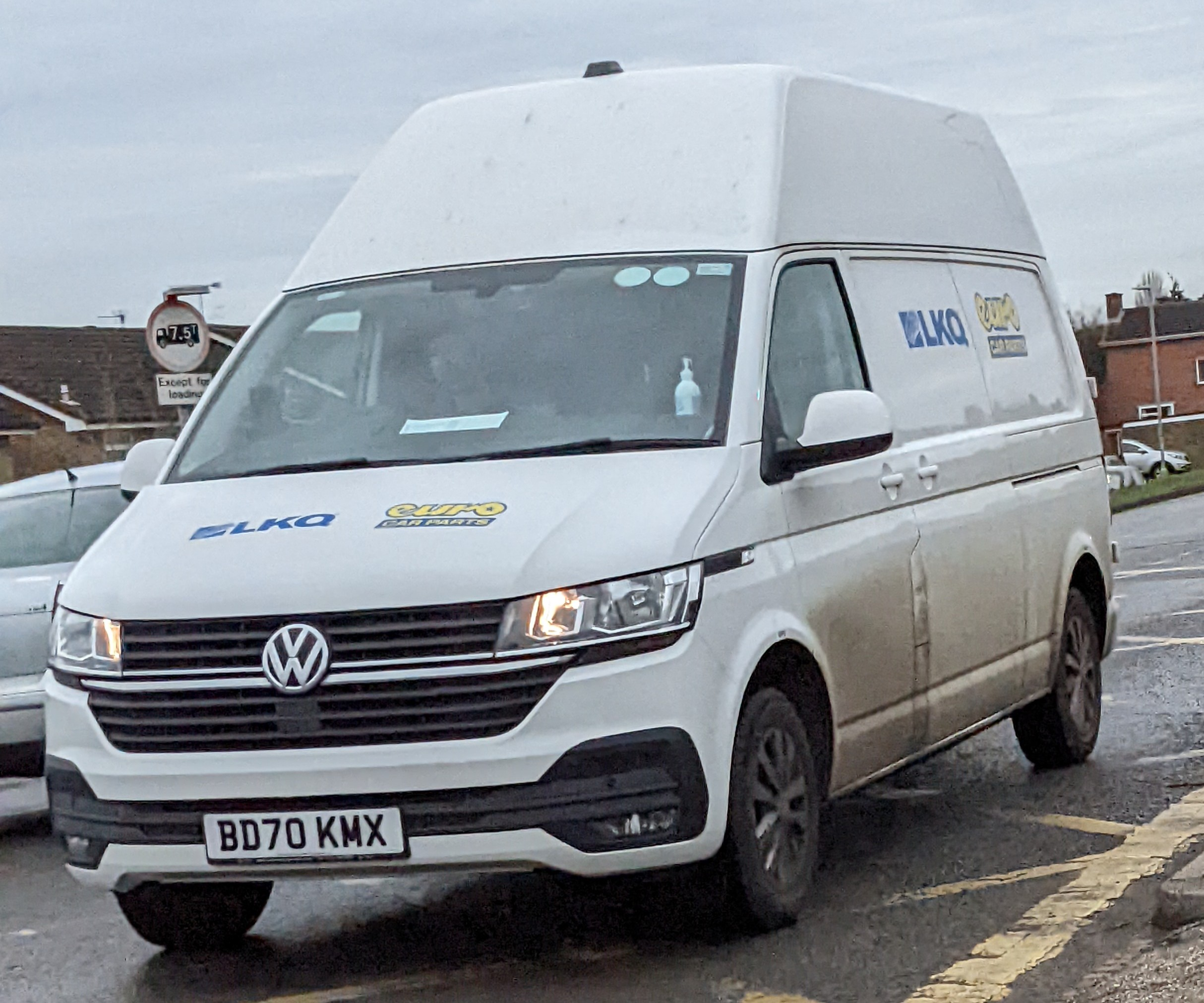
VW Transporter T6.1 (з 2019)

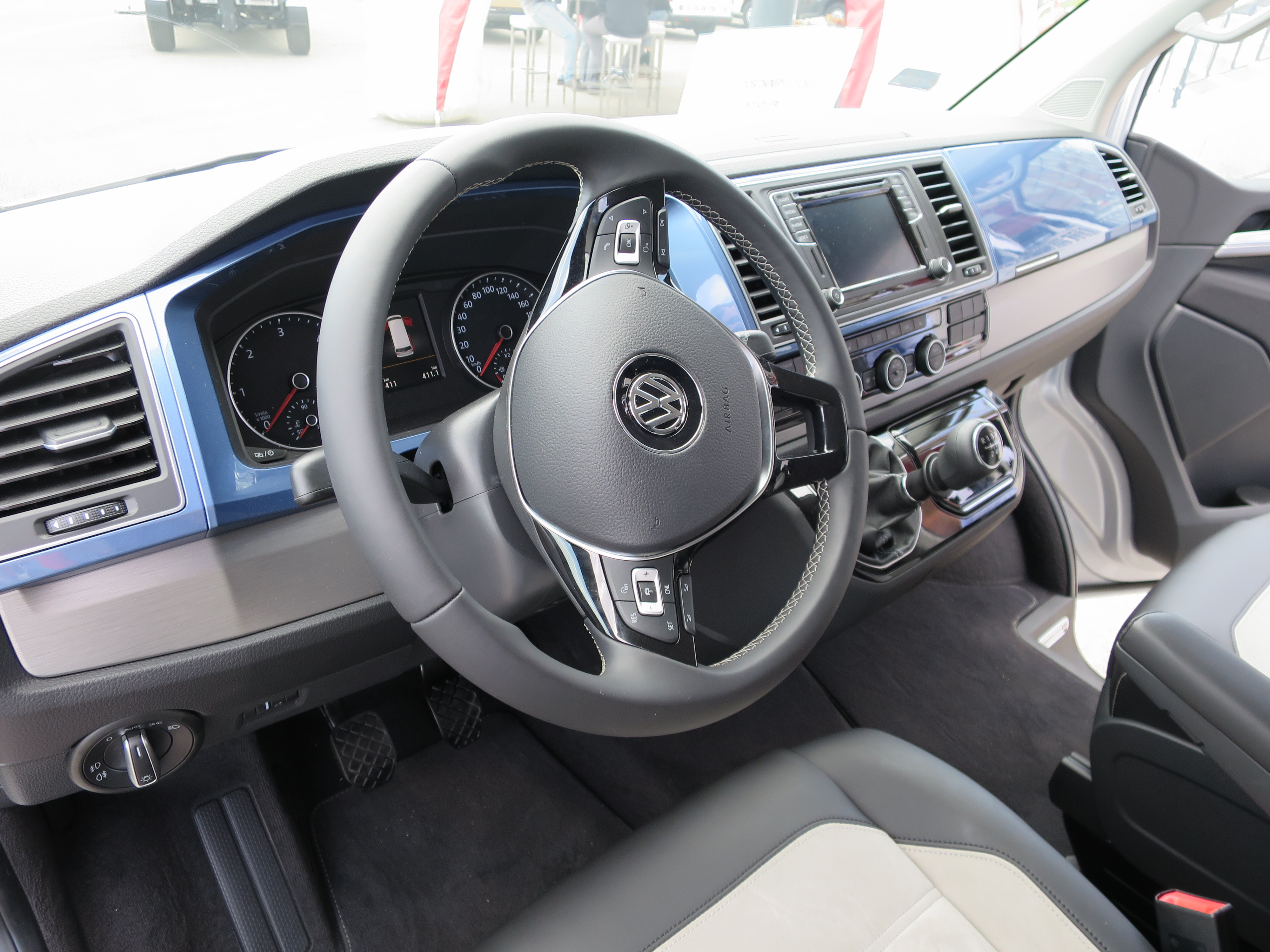

В 2015 році дебютував Volkswagen T6, який є глибоким рестайлінгом T5 з новими двигунами та зовнішнім виглядом в стилі концепт-кара VW Tristar Concept 2014 року.
Моделі 2015 року відзначились змінами в екстер'єрі. Покоління T6 отримало сучасні фари та бампери. Решітка радіатора стала більш виразною. З'явились передні протитуманні вогні. Салон Multivan просторий та практичний, з приладовою панеллю як у легкового автомобіля та маневреними сидіннями, які підлаштовуються під потреби власника. Розташування кнопок та перемикачів типове для автомобілів Volkswagen з їх логічністю та простотою. 
Незважаючи на комерційне підґрунтя, сучасні мінівени Multivan зорієнтовані на водія та пасажирів. Комфорту яких сприяють такі елементи оснащення, як: передні капітанські крісла з електроприводом, бардачок з функцією охолодження, багатозонне кондиціонування повітря, інформаційно-розважальна система з сенсорним екраном, App Connect, MP3 сумісністю та голосовим контролем. Не оминули увагою й аспект безпеки. Так, до бази автомобіля увійшли: шість подушок безпеки, антиблокувальна гальмівна система, система контролю стійкості, диференціал з електронним блокуванням, система локації простору перед автомобілем з аварійним гальмуванням у межах міста, адаптивний круїз-контроль, система виявлення втоми водія та камера заднього виду.
Сучасний T6 пропонує пристойну економію пального, високу якість, місткість зі значним зниженням шуму салону. Фургони 2015 року можна обрати у двох варіантах колісної  бази, трьох варіантах висоти, чотирьох варіантах вантажопідйомності і це не враховуючи версії з цільнометалевим корпусом та конфігурацій Kombi, Shuttle, Caravelle та California. Лінійка двигунів запозичена у Golf. 

### Т6.1
Volkswagen представив оновлену версію T6 під назвою T6.1 на Женевському автосалоні в березні 2019 року. По суті, це оновлення в середині циклу, основними оновленнями були електричний підсилювач керма, який дозволяє реалізувати більше функцій допомоги водієві в порівнянні з T6. Були також незначні оновлення стилю у вигляді більш глибокої передньої решітки радіатора. T6.1 також має нову приладову панель, що включає оновлені інформаційно-розважальні системи, подібні до тих, що використовуються в лінійці легкових автомобілів VW, а також можливість вказувати повністю цифрову панель приладів «Virtual Cockpit», яку вперше побачили на Golf і Passat.

### ABT e-Transporter
VW співпрацював з ABT e-Line і представив ABT e-Transporter 6.1 у 2020 році як акумуляторну електричну версію T6.1. e-T6.1 оснащений одним двигуном з потужністю 111 к.с. від батареї ємністю 37,3 кВт/год (корисної 33,6 кВт/год); за циклом випробувань WLTP випробуваний запас ходу становив 132 км. Він заснований на LWB T6.1 зі стандартним дахом і має вантажопідйомність до 6,7 м3.

### Наступники
У 2022 році на зміну T6.1 Caravelle і Multivan прийшов Multivan (T7); T7 базується на платформі MQB і включає опції для гібридних силових агрегатів. Крім того, очікується, що Multivan T7 витіснить Touran і Sharan. Комерційні стилі кузова Transporter будуть продовжені на платформі T6.

### Двигуни
| Бензинові       | Бензинові | Бензинові | Бензинові | Бензинові                                           | Бензинові           | Бензинові   | Бензинові                                  |
| Модель          | Об'єм     | Тип       | Циліндри  | Паливна система                                     | Потужність кВт/к.с. | Код двигуна | Примітки                                   |
| --------------- | --------- | --------- | --------- | --------------------------------------------------- | ------------------- | ----------- | ------------------------------------------ |
| 2.0 TSI         | 1984 см³  | Рядний    | 4         | Direkteinspritzung з Twincharger                    | 110/150             |             | 6-ст. МКПП                                 |
| 2.0 TSI         | 1984 см³  | Рядний    | 4         | Direkteinspritzung з Twincharger                    | 150/204             |             | 7-ст. DSG (також з 4motion)                |
| Дизельні        |           |           |           |                                                     |                     |             |                                            |
| 2.0 TDI (DPF)   | 1968 см³  | Рядний    | 4         | Common-Rail з Turbolader                            | 62/84               | CAAA        | 5-ст. МКПП                                 |
| 2.0 TDI (DPF)   | 1968 см³  | Рядний    | 4         | Common-Rail з Turbolader                            | 75/102              | CAAB        | 5-ст. МКПП                                 |
| 2.0 TDI (DPF)   | 1968 см³  | Рядний    | 4         | Common-Rail з Turbolader                            | 103/140             |             | 6-ст. МКПП або 7-ст. DSG (також з 4motion) |
| 2.0 TDI (DPF)   | 1968 см³  | Рядний    | 4         | Common-Rail з Turbolader                            | 110/150             |             | 6-ст. МКПП або 7-ст. DSG (також з 4motion) |
| 2.0 BiTDI (DPF) | 1968 см³  | Рядний    | 4         | Common-Rail з Bi-Turbolader і Ausgleichswellenmodul | 150/204             |             | 6-ст. МКПП або 7-ст. DSG (також з 4motion) |